# 梅格林
梅格林（Maeglin），是英國作家約翰·羅納德·瑞爾·托爾金（J.R.R. Tolkien）的史詩奇幻小說《精靈寶鑽》中的虛構人物。

## 名字語源
梅格林（Maeglin）是他的父名，在辛達林語中意思是「閃爍銳利的目光」sharp glance，源於梅格林目光具刺透人心之力，能讀取模糊語言背後的心中秘密。他母親雅瑞希爾稱他為盧米昂（Lómion），在昆雅語意為「微光中的孩子」child of twilight，因為他出生於幽暗的艾莫斯谷森林（Nan Elmoth）。
在早期版本《貢多林的失落》，梅格林的名字是Meglin。

## 總覽
梅格林是亞維瑞精靈伊奧（Eöl）與諾多族精靈白公主雅瑞希爾（Aredhel）的兒子，故此梅格林是諾多族王族之一，特剛（Turgon）是他的叔叔，而特剛之女伊綴爾（Idril）則是他的表姊。
梅格林是大有力量的精靈，除了他的尖銳目光以外，他的聲音也有一股魔力，可以讓人不自覺下屈服於他的意志。精靈之中他的外貌俊秀，身形面容接近母親的諾多族（Noldor），亦較親近母親。另外他對鑄造、冶金和挖礦等技藝的了解極深，是學自伊奧和隆恩山脈的矮人，故此他是貢多林（Gondolin）之中最優秀的鐵匠之一，他在安格哈巴（Anghabar）礦脈開採的礦石讓貢多林的軍備變得更強。他也是大無畏的精靈，敢於隨特剛參戰對抗魔苟斯。
然而梅格林的性格十分陰鬱冷漠、沉默寡言，思想和脾性都類似他的父親。他亦容易嫉妒他人，對人類也無任何好感，如他曾不滿特剛過於寬鬆善待來到貢多林的胡林（Húrin）及胡爾（Huor）。在梅格林來到貢多林時，他愛上了他的表姊伊綴爾，但她不愛他，而且精靈中近親不婚，故此梅格林的愛沒有任何回報。這使他漸漸被內心的黑暗腐蝕，最終梅格林為了奪得伊綴爾而背叛了貢多林，投效魔苟斯（Morgorth），是遠古最惡名昭彰的背叛。

## 生平
梅格林於太陽紀320年出生在艾莫斯谷森林。在此之前，雅瑞希爾因為抗拒特剛的禁令而離開貢多林，在東貝爾蘭（East Beleriand）漫遊時來到艾莫斯谷，被伊奧收留和娶去，故生下了梅格林。伊奧至梅格林12歲才替他改名，這之前雅瑞希爾心中早已為梅格林起名為盧米昂。
梅格林不時隨父親到隆恩山脈（Ered Luin）的矮人學習，但他沒有出外時就陪伴著雅瑞希爾。她向梅格林講述許多諾多族的榮光和歡樂，梅格林遂產生對他們的興趣，也勾起雅瑞希爾心底與親族團聚的念頭。梅格林想先去見一見鄰近的費諾眾子（Sons of Fëanor），結果遭到伊奧的嚴厲斥責。一年夏天伊奧出遠門時，梅格林偷去父親的安格烏雷爾劍（Anguirel），和雅瑞希爾騎馬離開艾莫斯谷的森林，朝貢多林直去。最後他們來到貢多林，特剛喜出望外地接待他們，梅格林也向特剛稱臣，為他服務。
伊奧回家卻發現妻兒已逃，於是追蹤他們來到貢多林。伊奧被守門士兵押到特剛面前，他口出狂言之外更想強行把梅格林帶走。特剛重申禁止離開貢多林的律令，伊奧將一把標槍擲向梅格林，寧願死也把兒子帶走。雅瑞希爾護住梅格林，被標槍傷到，不久就因為武器上的劇毒而去世。特剛下令處死伊奧，將他拋下卡拉督爾（Caragdûr）的懸崖，梅格林由一開始都是一言不發，沒有任何求情。伊奧死前詛咒梅格林將在貢多林陷於絕望，像他一樣淒慘死去。
梅格林變成孤兒，但特剛待他有如親生兒子，梅格林成為了特剛倚重的顧問和副手。特剛教他的本領他全都通曉，他成了艾爾達（Eldar）王子中威望最高的幾個之一，建立了自己的家族。在尼南斯·阿農迪亞德戰役（Nirnaeth Arnoediad）中，他拒絕待在貢多林為留守，而隨特剛參加戰爭。貢多林七大門中的最後一扇，也都是梅格林的傑作。但同時梅格林的絕望也開始，他從第一日就愛上了特剛之女伊綴爾，然而因為兩人是親屬，以及她不愛他，因此他的愛沒有任何回應。而伊綴爾得知他想法後，就更加討厭和畏懼他了。
人類英雄胡爾之子圖爾（Tuor）進入了貢多林，帶來烏歐牟的訊息，梅格林立即反對放棄貢多林，並說服了特剛。之後，伊綴爾便愛上了圖爾，圓了胡爾在第五戰役勸特剛離開時的預言，那時梅格林也都聽到。特剛因為鍾愛圖爾而答允他女兒的婚事。因此，梅格林極度憎恨圖爾，但表面上裝作若無其事。
圖爾與伊綴爾之子埃蘭迪爾（Eärendil）年幼時，梅格林曾經一度失蹤。因為他翻越山嶺去尋找礦脈時，被魔苟斯的爪牙捉拿到安格班（Angband）。在嫉意、慾求和酷刑的削弱下，他終於背叛親族，供出貢多林的地理、戰力等情報，投效魔苟斯，作為他在貢多林裡的內應，換取伊綴爾和貢多林的治權。
太陽紀510年夏至之日（Gates of Summer）時，貢多林遭到徹底圍困。城破混戰時，梅格林擄獲了伊綴爾和埃蘭迪爾，憤怒的圖爾隻身在城牆上與梅格林搏鬥，最後梅格林被擲下城牆，身驅墜落岩石和火海之中，應驗了伊奧的詛咒。

## 早期版本
在早期版本的《貢多林的失落》（Fall of Gondolin，收錄於《中土世界的歷史》第二部《失落的傳說：下》），梅格林是被稱為Meglin，並且被描述為樣貌不討人喜歡，甚至有貢多林人暗中說他是半獸人混血的。而且他心裡惡毒和不親切，貢多林只有很少人尊敬他，除了他的鼴鼠家族外。這些設定都在後來《精靈寶鑽》的版本改變了，梅格林的形象變得較符合托爾金對精靈的設定。
托爾金在1951年夏天創作了一份長達12頁的手稿敘述梅格林的故事，這份手稿後來被包含在《精靈寶鑽》中出版。

## 資料來源
1. ↑  Foster, Robert. . Random House. 1978 [1971]. ISBN 0-345-27547-0.
2. ↑  《精靈寶鑽》 2002年 聯經初版翻譯 第二十章《第五戰役－尼南斯·阿農迪亞德戰役》：「雖然我們在此永別，但從你我之中必要升起一顆希望的新星。」
3. ↑  《精靈寶鑽》 2002年 聯經初版翻譯 第二十三章《圖爾與貢多林的陷落》
4. ↑  《中土世界的歷史》 vol.2《失落的傳說：下》"The Fall of Gondolin"
5. ↑  . The Tolkien Society.   [2019-04-26]. （原始内容存档于2019-04-26） （英语）.